# Tourville-sur-Arques
Tourville-sur-Arques è un comune francese di 1 250 abitanti situato nel dipartimento della Senna Marittima nella regione della Normandia.

## Società

### Evoluzione demografica
Abitanti censiti